# Segmon
Segmon is een plaats in de gemeente Grums in het landschap Värmland en de provincie Värmlands län in Zweden. De plaats heeft 481 inwoners (2005) en een oppervlakte van 132 hectare.